# الشحاذ (لودر)

تعديل مصدري - تعديل

الشحاذ هي إحدى قرى عزلة زارة بمديرية لودر التابعة لمحافظة أبين، بلغ تعداد سكانها 45 نسمة حسب تعداد اليمن لعام 2004.